# Geo Bortolini
Geo Bortolini (Finale Emilia, 7 dicembre 1911 – ...) è stato un calciatore italiano, di ruolo centrocampista.

## Caratteristiche tecniche
Giocava come interno.

## Carriera
Vestì le casacche di Bologna (in Serie A), Fiorentina (in Serie A e in Serie B) e Arezzo (in Serie C).

## Palmarès

### Club

#### Competizioni regionali
- Seconda Divisione: 1

Arezzo: 1936-1937

#### Competizioni internazionali
- Coppa dell'Europa Centrale: 1

Bologna: 1932